# Gutai csoport
A japán Gutai csoport már 1955-ben happeningeket készített. Jóllehet nem szokás megemlékezni róla, mivel a happening sajátosan amerikai jelenségnek számít, az első igazi happeningeket mégis Oszakában rendezték – hacsak nem tekintjük afféle happening „avant la lettre”-nek azt az előadást, mely 1952-ben Cage-et, Cunningham-et és Rauschenberget a Black Mountain College-ban összehozta.
Tehát Osakában már 1955-től fogva szervezte ezt a műfajt a Gutai csoport, akik eleinte egy elhagyott raktárt béreltek a városon kívül, majd utóbb bárhol készek voltak előadást tartani, akár az erdőben, akár egy színpadon. 
Származásukból fakadóan sokat merítettek a tradicionális harcművészetekből, a zen buddhizmusból. Happeningjeikben sokszor a fizikai tűrőképesség határaira tevődik a hangsúly. 
Vezetőjük Izo Yosihara volt. 
Kezdetben a festmény fogalmával foglalkoztak, agresszív akciókban megjelenítve.
Saburo Murakami
- 1956-os happening: Egymás után felfeszített papír-téglalapokon halad át a művész. A hagyományos sík élettel való feltöltése ez.

Akira Karayama
- Hosszú festmény: Manzoni-hoz hasonló festményt hozott létre. Egy hosszú papíron végiggyalogolt, fehér lábnyomokat hagyva.

Shozo Shimamoto
- Festmény készítése festék dobálásával: A különböző elemek színeivel hoz létre festményt.

Kazou Shiraga
- A sár kihívása: (1955) Szobrot hoz létre saját testével. A test mozgása egyszerre témája és forrása is a műnek. A művész harcol a sárral, elmerül az anyagban.
- Fagerendák gúlában: A művész félmeztelenül állt a fagerendák közé és úgy kellett kiütni a gerendákat, hogy azok ne csapják agyon őt. A váratlanság beépítése veszélyhelyzetet idézett elő.